# Hamza Castriota
Hamza Castriota (in albanese Hamza Kastrioti, in latino Ameses Castriota; ... – 1460) è stato un generale albanese del XV secolo e nipote di  Giorgio Castriota Scanderbeg.
Nato probabilmente in territorio ottomano, dopo la morte del padre Stanisha, fu allevato da Scanderbeg, che lo accompagnò nelle sue spedizioni militari. Dopo la battaglia di Nissa abbandonò le truppe ottomane insieme allo zio Scanderbeg, si convertì al cristianesimo e cambiò il suo nome in Branilo. Sostenne la rivolta di Scanderbeg e fu il vice capitano delle truppe di Scanderbeg quando fu catturata Krujë nel 1443.
Nel 1448, le forze di Scanderbeg sotto il comando di Hamza Castriota e Marin Spani occuparono la città-fortezza abbandonata di Balec e la ricostruirono mentre Scanderbeg iniziava la sua guerra contro Venezia. Hamza Castriota non desiderava rimanere nella fortezza e andò a Drivast lasciando Marin Span con 2.000 soldati a Balec. Marin trovò insicura la fortezza appena ricostruita e si ritirò con i suoi soldati verso Dagno non appena fu informato dal suo parente Pjetër Spani delle grandi forze veneziane dirette verso Balec. Le forze veneziane riconquistarono Balec, bruciarono le parti in legno della costruzione e distrussero le mura ricostruite della fortezza.
Dopo il matrimonio di Scanderbeg e la nascita di suo figlio Giovanni, Hamza Castriota perse ogni speranza di ereditare il Principato dei Castriota. Disertò per il sultano Maometto II nel 1457 e si convertì di nuovo all'Islam, e insieme a Isak-Beg fu uno dei comandanti delle truppe ottomane nella battaglia di Ujëbardha. In quella battaglia fu catturato dalle forze di Scanderbeg e detenuto a Napoli con l'accusa di tradimento. Successivamente fu liberato e raggiunse la moglie e i figli a Costantinopoli, continuando a prestare servizio negli alti ranghi ottomani. La sua perdita venne considerata una tragedia dagli albanesi. Fu uno dei generali più brillanti di Scanderbeg e risultò molto popolare tra i soldati per i suoi modi, secondi solo a Scanderbeg. Secondo gli storici, insieme a lui, la Lega di Alessio perse la possibilità di continuare ciò che Scanderbeg aveva iniziato.